# USS LST-745
O USS LST-745 foi um navio de guerra norte-americano da classe LST que operou durante a Segunda Guerra Mundial.